# ترنوورت
ترنوورت (به آلمانی: Trennewurth) یک شهر در آلمان است که در دیمارشن واقع شده‌است. ترنوورت ۲۶۸ نفر جمعیت دارد.